# Four Norwegian Moods
I Four Norwegian Moods (sottotitolo Quattro episodi per orchestra) sono una composizione di Igor' Fëdorovič Stravinskij del 1942. Il musicista preferì in seguito chiamare questo lavoro Quatre pièces à la norvégienne poiché considerava il titolo in inglese poco esatto e dovuto alla sua limitata conoscenza di quella lingua.

## Storia
I rapporti di Stravinskij con le produzioni statunitensi di musica per spettacoli furono sempre difficili, come nel 1944 quando egli oppose un netto rifiuto alla pretesa dei produttori di Broadway di riorchestrare le sue Scènes de ballet scritte per uno spettacolo di Billy Rose. Nel 1942 alcuni produttori di Hollywood chiesero al musicista di scrivere della musica come commento ad un film che trattava dell'invasione nazista della Norvegia. Stravinskij accettò l'incarico, ma rifiutò categoricamente qualsiasi modifica o manomissione della sua musica proposta dagli arrangiatori di Hollywood. Il musicista recesse così dall'incarico e la composizione già avviata divenne un lavoro a sé stante. Il lavoro fu terminato il 18 agosto del 1942 e la prima esecuzione avvenne a Cambridge al Sanders Theatre il 13 gennaio 1944.

## Analisi
La composizione comprende quattro brani:
- Introduzione
- Canzone
- Danza nuziale
- Corteo

Lo spunto per la musica fu preso da Stravinskij da una raccolta di musica folcloristica norvegese tratta da un volume che la moglie aveva trovato presso un rivenditore di libri usati a Los Angeles. Sono quattro brani che si basano essenzialmente sulla melodia. Il primo, Introduzione, inizia con un tema suonato dai corni per poi svilupparsi in una piacevole melodia suonata dai violini. Nel secondo, Canzone, il canto è intonato essenzialmente da flauti, corni, oboi e fagotti. La Danza nuziale si sviluppa con un ritmo più marcato come pure l'ultimo brano, Corteo, che presenta una parte intermedia più animata.

## Organico
Due flauti, due oboi, due clarinetti, due fagotti, quattro corni, due trombe, due tromboni, basso tuba, timpani, archi.